# RIKEN

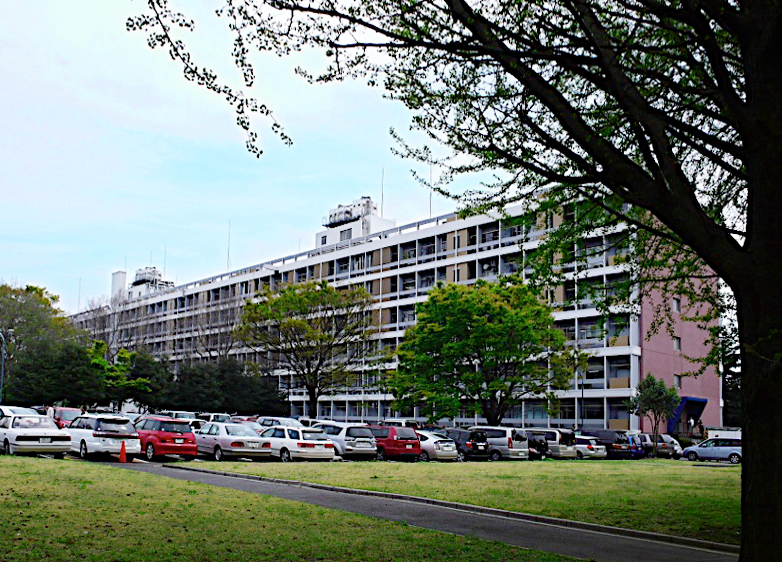
Bâtiment principal de recherche et siège social de RIKEN en 2007 à Wakō.

Le RIKEN (理研 - abréviation de 理化学研究所 (Rikagaku Kenkyusho) : « Institut de recherche physique et chimique ») est un institut de recherche au Japon. Le centre principal de l'institut se situe depuis 1963 à Wakō. Originellement un centre de recherche privé fondé en 1917 dont le siège est dans le quartier de Kogamone — intégré depuis 1947 dans l’arrondissement spécial de Toshima —, il devient un établissement public en 1958, et son statut juridique actuel est celui d’institution administrative indépendante.

## Historique

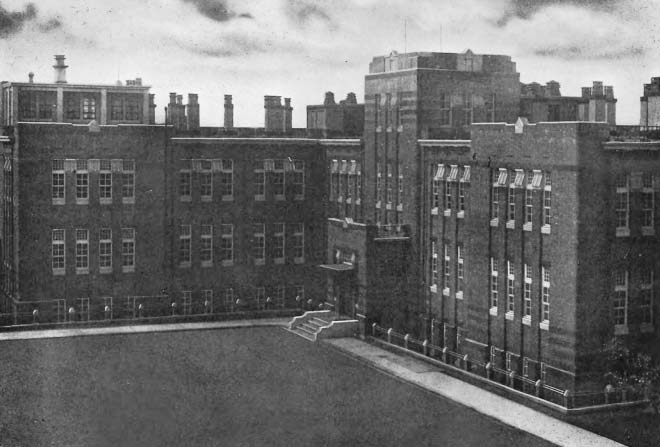
Image d’immeubles de l’Institut de recherche physique et chimique prise entre 1917 et 1926.

Son premier directeur en 1917 fut Kikuchi Dairoku qui mourut la même année.
En 1923, le 3e directeur Masatoshi Ōkōchi établit un zaibatsu qui à son maximum en 1939 comprenait 121 usines et 63 compagnies, incluant Riken Kankōshi, dont est issue l’actuelle société Ricoh.
L’empire du Japon entreprit un programme nucléaire mené par l’Institut de recherche physique et chimique du Japon et construisit un réacteur pendant la Seconde Guerre mondiale à Hŭngnam, en actuelle Corée du nord. Des recherches visant à fabriquer une bombe nucléaire sous la direction de Yoshio Nishina furent entreprises mais les Japonais ne réussirent jamais à mettre sur pied la bombe. À la fin de la guerre, les agents soviétiques du Département 7 démontèrent le réacteur et récupérèrent ainsi de précieuses informations sur la technologie de fission nucléaire. En avril 1945, les laboratoires de Kogamone furent bombardés par l’aviation américaine et en grande partie détruits. Deux cyclotrons installés au Japon furent démolis par les forces américaines d’occupation du Japon en novembre 1945.
Cet institut a entre autres développé le superordinateur RIKEN MDGRAPE-3 et l'ordinateur K qui devint en 2011 le plus puissant du monde.
Il a comme directeur, à partir de 2003, Ryōji Noyori.

## Travaux
Une équipe du RIKEN, dirigée par le chercheur Masayo Takahashi, a effectué le 12 septembre 2014 une transplantation de cellules de la rétine sur une patiente de 70 ans atteinte de dégénérescence maculaire liée à l'âge (DMLA), dans la première étude clinique du monde, en utilisant des cellules souches pluripotentes induites (CSPi). L'intervention a consisté en l'implantation d'un mince film de cellules rétiniennes, développé à partir de cellules adultes de la peau du bras de cette japonaise.